# Götarp
Götarp är en by i Gnosjö socken i Gnosjö kommun belägen  7 kilometer från Gnosjö och 3 kilometer från Åsenhöga. Öster om byn ligger Götarpssjön, till sjön tillkommer en allmän badplats. Från 2020 är byn klassad som en småort av SCB.
I Götarp finns även de övergivna byggnaderna av Götarps Brunn. 